# 利西昌斯克炼油厂
利西昌斯克炼油厂是乌克兰第二大炼油厂，位于東部盧甘斯克州城市利西昌斯克，每年可提炼1600万吨石油。